# Ullådalen

Ullådalen är ett område i Åre kommun, vid Åreskutans västra sluttning cirka 730 meter över havet. Området präglas vintertid av skidåkning.

## Natur och ursprung
Den senaste istiden har bildat ett antal vattenfall, bubblande "pooler" och andra sällsynta fenomen – som brukar vara populära för turistbad sommartid. Ullån (ån från Ullsjön och Ullåtjärn) innehåller mineralvatten och landskapet är till största del täckt av gran- och fjällbjörkskog.
Ullån och Ullådalen har fått sitt namn av den forntida jaktguden Ull, för att vara gynnsamma och avsides belägna områden för exempelvis jakt och fiske. En fornlämning i form av spår efter en blästerugn, från järnåldern/medeltiden, finns i närheten med namnet Järnmyren.

## Turism

### Buustamon
Intill Ullådalen finns Buustamons Fjällgård, som är Åreskutans högst belägna hotell, på 732 meter över havet. Namnet härstammar från 1700-talet på gammal medeltida jamska där Buusta betyder vindskydd och Mo är en torr plats på myren – som var en gynnsam vallningsplats för korna. Själva timmerstugbyggnaden från 1880 flyttades 1952 från Rännberg vid Duved till nuvarande plats, och blev snabbt känd som en kaffe- och våffelstuga med logi och ett eget destilleri. Under 1960-talet anlades några fritidshus i närheten av Buustamon, och kring 1970 hade området försetts med el och Ullådalsvägen anlagts – då folket innan detta antingen åkte skidor eller tolkade upp bakom snövessla.
Ett nära beläget värdshus från 1988, också med namn på jamska, är Rautjoxa (på Rödkullen) – som betyder lavskrika.

### Skidområdet
Ullådalsområdet ingår i Åres liftsystem, och de kilometerlånga nedfarterna är blå- respektive grönmarkerade (det vill säga lätta och mycket lätta). Ullådalen är även direkt anslutet med, både till och från, Åre Bys familjeområde Rödkullen. Ullådalsstugan intill liftstationen är en så kallad backrestaurang, byggd 1973. Strax nedanför denna är målområdet för världens största familje-störtloppstävling "Skutskjutet" (start vid Stendalsravinen), som sedan 1976 arrangeras årligen i slutet av april. Längdspåren som utgår från Ullådalen är ett lätt 2,5 kilometer och ett medelsvårt 5 kilometer långt.
Ullådalens två parallella ankarliftar benämns Långa och Korta Ullådalsliften; Långa (byggd 1980, moderniserad 2014) ansluter till Stendalen, och Korta (tillkommen 1987) används enbart vid köer eller när Långa är stängd på grund av vädersituation (såsom hård vind eller snöbrist uppe på platån).
Buustamon försågs redan på 1950-talet med en liten släplift och nedfart, som hölls i bruk tills det statliga Åreprojektet verkställdes där Ullådalens och Rödkullens nuvarande lift- och pistsystem ingick. Medan det förlängda bygget av Kabinbanan pågick var Ullådalen startstation för tolktransport åt skidåkarna (med hjälp av pistmaskin) upp till Tusenmetersliften som stod klar 1975.

### Projekt Rödkullen Panorama (Dähliebyn)
Den norske före detta längdskidåkaren Bjørn Dæhlie började efter Alpina VM 2007 i Åre att planera ett exploateringsprojekt mellan Buustamon och Rödkullen med gäststugor och fritidshus för skidområdets framtida utveckling, baserat på Åre kommuns översiktplan från 1989, men när planeringen tog fart 2011 möttes både han och projektet av stark protest från flera markägare. I slutet av juli 2015 köpte ÖFK:s ordförande Daniel Kindberg och ishockey-stjärnprofilen Markus Näslund upp projektet av Dæhlie, som omfattar närmare 10 000 gästbäddar inom en 20-årsperiod och kallas numera "Rödkullen Panorama" istället för "Dähliebyn".
Vid sidan av byprojektet planerar Skistar en omfattande ny-/ombyggnation av liftsystemet vid Rödkullen (där också den mer än tre kilometer långa förbindelse-gondolbanan över till Tegefjäll, som visserligen planerats ända sedan omkring 1980, ingår), men detta i synnerhet om bäddprojekten verkställs.